# From the Drain
Pour plus de détails, voir Fiche technique et Distribution.
From The Drain est le second court-métrage de David Cronenberg. Il a été réalisé en 1967.

## Fiche technique
- Titre : From The Drain
- Réalisation, scénario, photo et montage : David Cronenberg
- Tourné à Toronto
- Durée : 14 minutes
- Couleur

## Distribution
- Mort Ritts
- Stephen Nosko